# Oops, Oh No!
Oops, Oh No! è un singolo della cantautrice e ballerina statunitense La Toya Jackson e del cantante francese Cerrone. Fu pubblicato nel 1986.

## Descrizione
Cerrone inizialmente contattò il management della Jackson con una canzone dal titolo Talk to Me, che la Jackson declinò per il motivo che somigliava troppo a un tipo di canzone che la sorella Janet avrebbe inciso. Talk to Me fu poi pubblicata da Chico DeBarge. Cerrone allora offrì “Oops” alla cantante, che questa preferì perché, secondo lei, era un brano molto più "funky e ballabile" e con un bel titolo.

## Accoglienza e successo commerciale
Oops, Oh No! mantenne l'89ª posizione nella classifica rhythm and blues di Billboard dalla settimana che terminava il 22 novembre a quella che finiva il 29 novembre 1986.

## Classifiche
| Classifica (1986)                                              | Posizione massima |
| -------------------------------------------------------------- | ----------------- |
| Classifica singoli rhythm and blues di Billboard (Stati Uniti) | 89                |

## Tracce
1. Oops, Oh No! (Single Version) – 4:10
2. Oops, Oh No! (Full 12" Version) – 5:35
3. Oops, Oh No! (Instrumental Version) – 4:12
4. Oops, Oh No! (Dub Version) – 3:45
5. Oops, Oh No! (A Cappella Version) – 0:40
6. Oops, Oh No! (LP Version) – 4:10

## Singolo promozionale del 1991
Nel 1991 il brano fu remixato senza la parte vocale di Cerrone e fu ripubblicato solo come LaToya Jackson e solo nei Paesi Bassi. Il singolo raggiunse il 41º posto nella classifica pop olandese e il 30º in quella dance olandese. Il progetto di questa seconda pubblicazione nacque probabilmente dalla grande popolarità che la cantante stava riscuotendo in quel momento nei Paesi Bassi.

### Classifiche
| Classifica (1991)   | Posizione massima |
| ------------------- | ----------------- |
| Paesi Bassi         | 41                |
| Paesi Bassi (dance) | 30                |

### Tracce
1. Oops, Oh No! (Short Version)
2. Oops, Oh No! (The Ultimate Mix)
3. Oops, Oh No! (The Piano)
4. Oops, Oh No! (The Rhythm)